# Operación Crescent Wind
La Operación Crescent Wind fue el nombre código de la campaña aérea llevada a cabo por Estados Unidos y Reino Unido sobre Afganistán entre octubre y noviembre de 2001. La campaña de bombardeos fue asistida por tropas de las fuerzas especiales desde tierra, las cuales proveyeron información sobre los objetivos a bombardear. La campaña debilitó significativamente al talibán, allanando el camino para que las ofensivas de la Alianza del Norte que tendrían lugar en noviembre tomaran rápidamente los territorios controlados por el talibán. Durante la operación murieron entre 1067-1201 civiles.